# Tijucas do Sul
Tijucas do Sul är en kommun i Brasilien.   Den ligger i delstaten Paraná, i den södra delen av landet, 1 100 km söder om huvudstaden Brasília. Antalet invånare är 14 526.
I omgivningarna runt Tijucas do Sul växer i huvudsak städsegrön lövskog. Runt Tijucas do Sul är det glesbefolkat, med 19 invånare per kvadratkilometer.